# Anton Ségur-Cabanac
Anton Ségur-Cabanac (* 12. Mai 1929 in Wien; † 1. August 2011 ebenda) war ein österreichischer Botschafter.

## Leben
Anton Ségur-Cabanac ist der Sohn von August Graf Ségur-Cabanac.
Er studierte Rechtswissenschaft und wurde 1952 an der Universität Innsbruck zum Doktor der Rechte promoviert.
1961 war er Vice Consul in Neapel.
1966 leitete Anton Ségur-Cabanac als Legationssekretär das Referat für Ehrenzeichen u. Orden im Bundesministerium für europäische und internationale Angelegenheiten.
1969 war Anton Ségur-Cabanac Botschaftssekretär zweiter Klasse unter Wolfgang Hoeller in Madrid.
Von 1974 bis Juli 1976 war er Botschafter in Santiago de Chile.
Ungarn und Bulgarien hatten die Beziehungen zum Regime von Augusto Pinochet abgebrochen und Österreich übte für beide die Schutzmachtfunktion aus. Das Botschaftsgebäude von Bulgarien in Santiago de Chile stand unter der Verwaltung von Anton Ségur-Cabanac, als 1976 dort 30 Mitglieder der Opposition Zuflucht suchten. Nachdem er ihnen Asyl versagt hatte, wurden sie beim Verlassen des Gebäudes verhaftet und Anton Ségur-Cabanac abberufen.
Im Juli 1980 wurde er als Generalkonsul zum Generalkonsulat nach Zürich versetzt.
Von 1989 bis 1994 leitete er das österreichische Konsulat in Nürnberg mit dem Konsularbezirk: Bayern, Baden-Württemberg.